# Lejeunea sanctae-helenae
Lejeunea sanctae-helenae är en bladmossart som beskrevs av M.Wigginton. Lejeunea sanctae-helenae ingår i släktet Lejeunea och familjen Lejeuneaceae. Inga underarter finns listade i Catalogue of Life.